# Abapó
Abapó ist eine Landstadt im Departamento Santa Cruz im südamerikanischen Anden-Staat Bolivien.

## Lage im Nahraum
Abapó ist die bevölkerungsreichste Stadt im Municipio Cabezas in der Provinz Cordillera. Die Stadt liegt auf einer Höhe von 445 m am linken Ufer des Río Grande, der hier endgültig das bolivianische Tiefland erreicht.

## Geographie
Abapó liegt im Bereich des tropischen Klimas, die sechsmonatige Feuchtezeit reicht von November bis April und die Trockenzeit von Mai bis Oktober.
Die Jahresdurchschnittstemperatur beträgt 23 °C (siehe Klimadiagramm Abapó), mit 17 bis 18 °C von Juni bis Juli und über 26 °C von November bis Dezember. Der Jahresniederschlag beträgt gut 800 mm, feuchteste Monate sind Januar und Februar mit etwa 130 mm und trockenste Monate Juli und August mit 10 bis 20 mm.

## Verkehrsnetz
Abapó liegt in einer Entfernung von 142 Straßenkilometern südlich von Santa Cruz, der Hauptstadt des gleichnamigen Departamentos.
Von Santa Cruz führt die Nationalstraße Ruta 9 in südlicher Richtung über Cabezas nach Abapó und auf weiteren 405 Kilometern über Ipitá und Villamontes nach Yacuiba an der bolivianischen Grenze zu Argentinien.
Abapó ist auch Haltepunkt der Eisenbahnlinie von Santa Cruz nach Yacuiba. Von Abapó aus gibt es Personenzug-Verbindungen in nördlicher wie in südlicher Richtung, welche die Fahrgäste in etwa drei Stunden nach Santa Cruz und in zwölf Stunden nach Yacuiba befördern.

## Bevölkerung
Die Einwohnerzahl der Ortschaft ist in den vergangenen beiden Jahrzehnten auf mehr als das Dreifache angestiegen:
| Jahr | Einwohner | Quelle       |
| ---- | --------- | ------------ |
| 1992 | 731       | Volkszählung |
| 2001 | 2218      | Volkszählung |
| 2012 | 2386      | Volkszählung |
| 2024 |           | Volkszählung |

Die Region weist einen gewissen Anteil an indigener Bevölkerung auf: Im Municipio Cabezas sprechen 9,0 Prozent der Bevölkerung Quechua und 6,8 Prozent Guaraní.